# Uniwersytet Thammasat
Uniwersytet Thammasat (taj. มหาวิทยาลัยธรรมศาสตร์; RTGS Mahawitthayalai Thammasat, TU) – tajlandzki uniwersytet w Bangkoku. Druga co do wielkości instytucja szkolnictwa wyższego w kraju.

## Historia

### Uniwersytet Nauk Moralnych i Politycznych
Uniwersytet oficjalnie został ustanowiony jako narodowy uniwersytet Tajlandii w dniu 27 czerwca 1934 r. Uczelnia została wtedy nazwana przez założyciela Pridi Banomyong, Uniwersytetem Nauk Moralnych i Politycznych. Początkowo na pierwszym roku prawo i politologię studiowało 7094 studentów. Mottem uczelni było „Nauczyć się kochać i cenić demokrację”. Jej nazwa została skrócona do obecnej przez Radę Rewolucyjną. Niemniej Uniwersytet Thammasat od zawsze był zaangażowany w politykę, a spośród jego absolwentów wywodzi się większość tajskich przywódców politycznych. Od swojego powstania Uniwersytet ewoluował od otwartego uniwersytetu nauczającego prawa i politologii do międzynarodowej, prestiżowej uczelni badawczej oferującej uzyskanie wszystkich poziomów stopni naukowych i będącej miejscem nowatorskich badań w szerokim spektrum dyscyplin naukowych. Od 1934 roku uniwersytet ukończyło ponad 300 tysięcy studentów.
Istnienie uczelni opiera się na szóstej zasadzie Khana Ratsadon stwierdzającej, że rząd „musi zapewnić ludziom pełną edukację”, ponieważ ludziom „brak wykształcenia, które jest zarezerwowane dla rodziny królewskiej”. Studenci pragnęli, by status Szkoły Prawa został podniesiony do rangi uniwersytetu, oraz by Uczelnia Thammasat wyodrębniła się z Uniwersytetu Chulalongkorn. Nieruchomości Szkoły Prawa Uniwersytetu zostały przeniesione do Uniwersytetu Nauk Moralnych i Politycznych, a budynek starej Szkoły Prawa stał się głównym budynkiem Uniwersytetu Thammasat. Uczelnia przeniosła się do kampusu Tha Phrachan w 1935 roku.
We wczesnych latach istnienia uczelni, jej finansowanie nie opierało się na funduszach rządowych, ale na niskim czesnym pobieranym od studentów oraz odsetkach wypłacanych przez Bank Azji ds. Przemysłu i Handlu, w którym uczelnia posiadała 80% udziałów.
Pod przewodnictwem Pridi Banomyonga, uniwersytet stał się tajną siedzibą Ruchu Wolna Tajlandia – antyjapońskiego podziemia w czasie II wojny światowej. Kampus Uniwersytetu funkcjonował również jako obóz internowania dla cywilów alianckich, który był strzeżony przed nadużyciami ze strony japońskiego okupanta. Obóz internowania znajdował się w miejscu obecnych budynków uniwersyteckich.

### Reforma
Zamach stanu z 8 listopada 1947 oznaczał koniec pewnej ery. Pridi Banomyong opuścił kraj i udał się na wygnanie. W 1949 roku na Uniwersytecie Thammasat powstały Wydział Prawa, Wydział Nauk Politycznych, Wydział Handlu i Rachunkowości oraz Wydział Ekonomii. Uczelnia została zmuszona do sprzedaży swoich akcji w Banku Azji, a tym samym uzależnienia się od funduszy rządowych. Słowa i Politycznych zostały usunięte z jego nazwy, a Thammasat przestał być uniwersytetem otwartym. W 1952 r. uchwalono nową ustawę odnośnie do uniwersytetu. W 1950 i 1960 powstały nowe wydziały: Wydział Administracji Społecznej, Wydział Dziennikarstwa i komunikacji masowej, Wydział Sztuk Wyzwolonych oraz Wydział Socjologii i Antropologii.

### Krwawe protesty październikowe

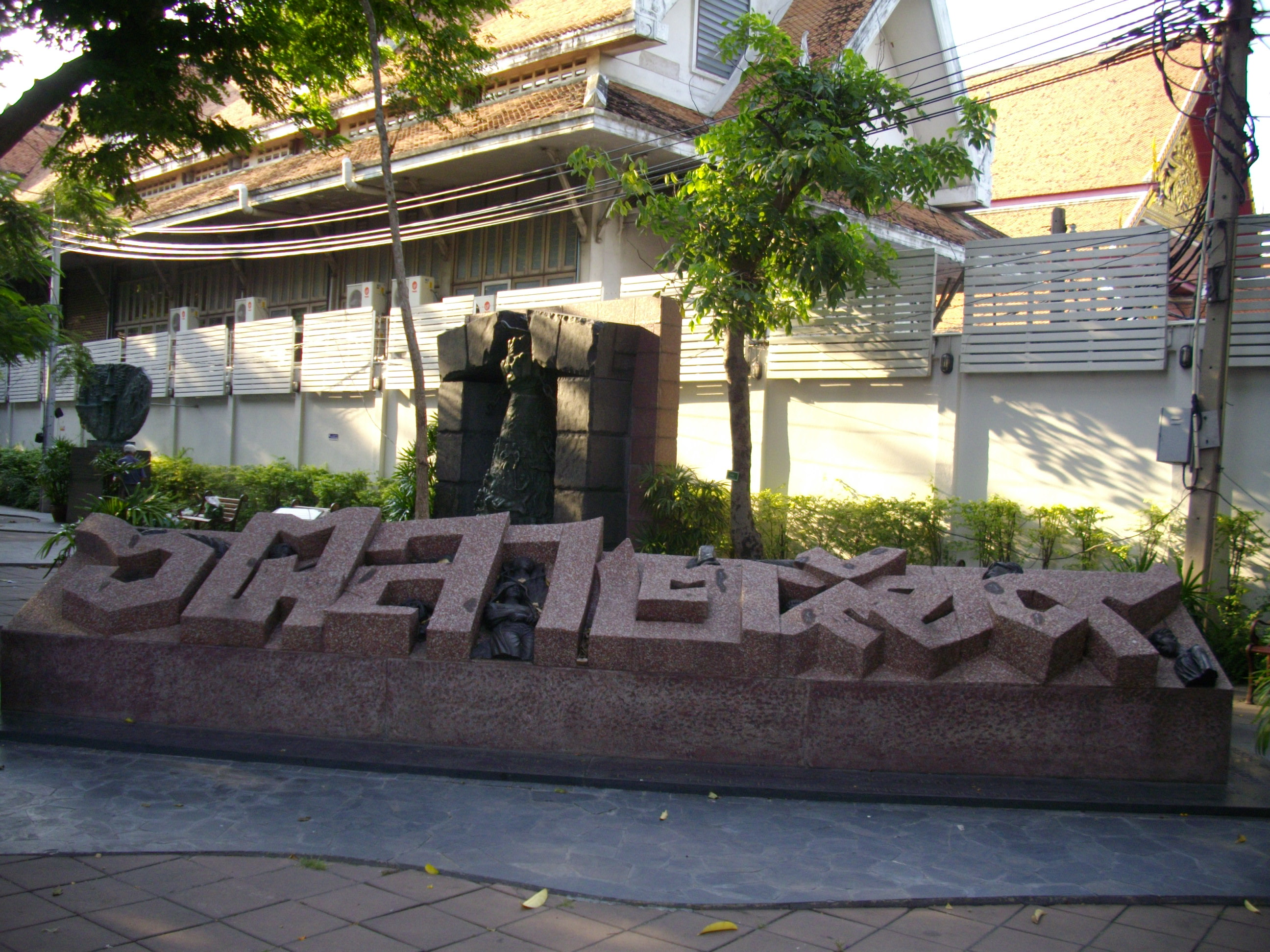
Pomnik Pamięci 6 października 1976 na terenie kampusu uniwersyteckiego

W 1973 r. Uniwersytet Thammasat stał się centrum ruchów protestacyjnych na rzecz demokracji, które to doprowadziły do krwawego powstania w dniu 14 października. Poprowadzenie przez studentów wielkiego tłumu sprawiło, że na Uniwersytecie aresztowano trzynastu protestujących prodemokratycznych działaczy studenckich. Protest trwał kilka dni, aż do krwawej konfrontacji, która miała miejsce pod Pomnikiem Demokracji. Kiedy przywódcy wojskowi Tajlandii uciekli na wygnanie, Sanya Dharmasakti, wtedy rektor Uniwersytetu Thammasat, został mianowany premierem Tajlandii.
Trzy lata później, 6 października 1976 miała miejsce masakra w kampusie Tha Phrachan. Wydarzenie rozpoczęło się od protestów przeciwko powrotowi do kraju, wygnanego w 1973 roku, dyktatora Thanoma Kittikachorna. Przemocy użyto po raz pierwszy 25 września, kiedy dwóch pracowników EGAT, którzy przekazywali literaturę protestacyjną firmowaną przez komunistów w Nakhon Pathom, zostało pobitych na śmierć, a ich ciała powieszono na ścianie. Doprowadziło to do pokojowych protestów grup pracowniczych, studentów i innych działaczy żądających wydalenia Kittikachorna.
4 października studenci wystawili na kampusie Thammasat sztukę, która miała udramatyzować akt powieszenia protestujących w Nakhon Pathom. Kilka gazet przedrukowało fotografie przedstawiające udawane powieszenie. Jednak jedno ze zdjęć aktorów zostało zretuszowane tak, by przypominał on księcia Vajiralongkorna, co oznaczało popełnienie przez studentów zbrodni obrazy majestatu. Policjanci i rozwścieczone prawicowe grupy paramilitarne natychmiast otoczyły Uniwersytet Thammasat. O świcie 6 października grupy policyjne i paramilitarne zaatakowały demonstrantów. Chaos trwał kilka godzin. Źródła prasowe podawały różną liczbę zabitych (od 43 do 46), jednak rzeczywista liczba ofiar może wynosić ponad stu zabitych i kilkuset rannych.
Wielu protestujących studentów uciekło skacząc do rzeki Menam, gdzie zostali uratowani przez sympatyków z Tajskiej Królewskiej Marynarki Wojennej.

## Program dydaktyczny
W 1960 roku uniwersytet zakończył swoją politykę „wolnego naboru” i stał się pierwszym uniwersytetem w Tajlandii, który od starających się o przyjęcie kandydatów wymaga zdania krajowych egzaminów wstępnych.
Obecnie Uniwersytet Thammasat oferuje ponad 245 programów akademickich na 23 różnych wydziałach i kolegiach znajdujących się w czterech kampusach. Uniwersytet prowadzi 111 programów studiów I stopnia, 8 – programów studiów podyplomowych, 104 programy studiów II stopnia i 22 programy studiów III stopnia.
191 programów prowadzonych jest w języku tajskim, 24 – w języku angielskim, a 30 ma charakter międzynarodowy.

## Wydziały
Uniwersytet prowadzi zajęcia na następujących wydziałach:

### Nauki społeczneihumanistyczne
- Wydział Prawa[b],
- Wydział Handlu i Rachunkowości[c],
- Wydział Nauk Politycznych[d],
- Wydział Ekonomii[e],
- Wydział Administracji Społecznej[f],
- Wydział Sztuk Wyzwolonych[g],
- Wydział Dziennikarstwa i komunikacji masowej[h],
- Wydział Socjologii i Antropologii[i],
- Wydział Sztuki[j],
- Kolegium Interdyscyplinarne[k]
- Międzynarodowe Kolegium Pridi[l],
- Prezydium Rejestracji Absolwentów[m],
- Instytut Innowacji[n].

### Nauki ścisłeitechniczne
- Wydział Nauk Ścisłych i Technologii[o],
- Międzynarodowy Instytut Technologiczny Sirindhorn[p],
- Wydział Inżynierii[q],
- Wydział Architektury i Gospodarki Przestrzennej[r].

### Nauki medyczne
- Wydział Lekarski[s],
- Wydział Farmaceutyczny[t],
- Wydział Opieki Zdrowotnej[u],
- Wydział Stomatologii[v],
- Wydział Pielęgniarstwa[w],
- Wydział Nauk o Zdrowiu[x],
- Międzynarodowe Kolegium Medyczne[y].

## Podstawowe statystyki

### Pracownicy uniwersytetu
Liczba pracowników ogółem od stycznia 2010 wynosi 6458 osób.
| Charakter zatrudnienia   | Liczba pracowników | Procent wszystkich pracowników na uniwersytecie |
| ------------------------ | ------------------ | ----------------------------------------------- |
| Urzędnicy państwowi      | 2494               | 38,62%                                          |
| Urzędnicy uniwersyteccy  | 1507               | 23,34%                                          |
| Pracownicy uniwersyteccy | 2457               | 38,04%                                          |

| Pozycja                        | Liczba pracowników | Procent wszystkich pracowników akademickich |
| ------------------------------ | ------------------ | ------------------------------------------- |
| Wykładowcy                     | 1742               | 26,98%                                      |
| Akademicki personel pomocniczy | 1348               | 20,87%                                      |
| Personel administracyjny       | 2327               | 36,03%                                      |
| Pozostali pracownicy           | 1041               | 16,12%                                      |

### Liczba studentów

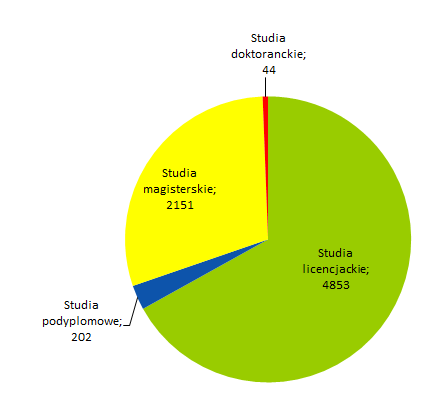
Studenci na Uniwersytecie Thammasat

Liczba absolwentów w roku akademickim 2008 wyniosła 7250:
| Stopień             | Liczba studentów | Procent wszystkich studentów na uniwersytecie |
| ------------------- | ---------------- | --------------------------------------------- |
| Studia licencjackie | 4853             | 66,94%                                        |
| Studia podyplomowe  | 202              | 2,79%                                         |
| Studia magisterskie | 2151             | 29,67%                                        |
| Studia doktoranckie | 44               | 0,61%                                         |

Studenci studiów w języku angielskim stanowili 4,98% (361 osób) wszystkich studentów, natomiast programów międzynarodowych – 7,52% (545 osób). Zatem studentów studiów w języku tajskim było w 2008 r. 6344 i stanowili oni 87,50% wszystkich osób kształcących się na Uniwersytecie Thammasat w 2008 r.

## Kampusy i budynki uniwersyteckie

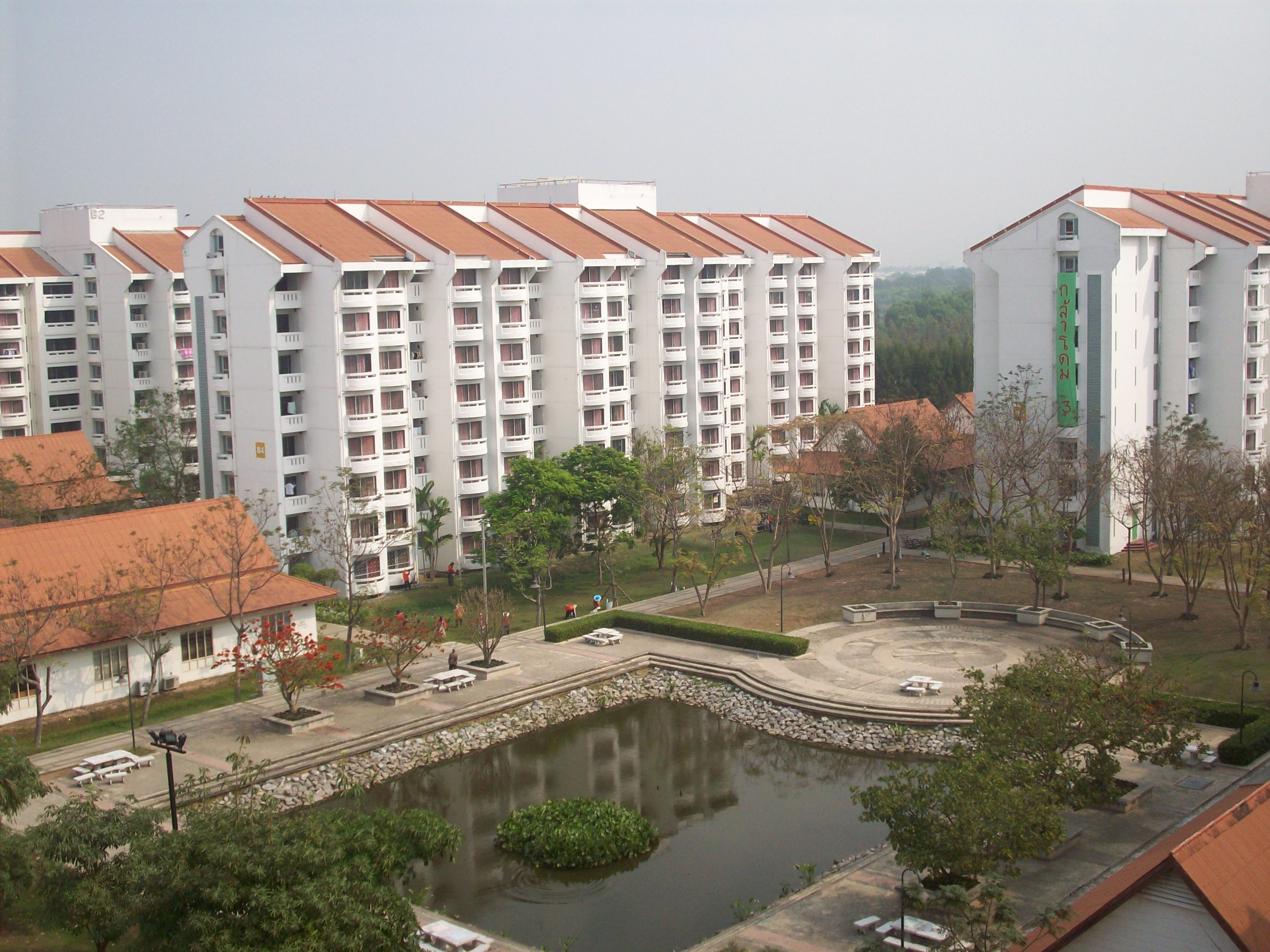
Akademiki Uniwersytetu Thammasat

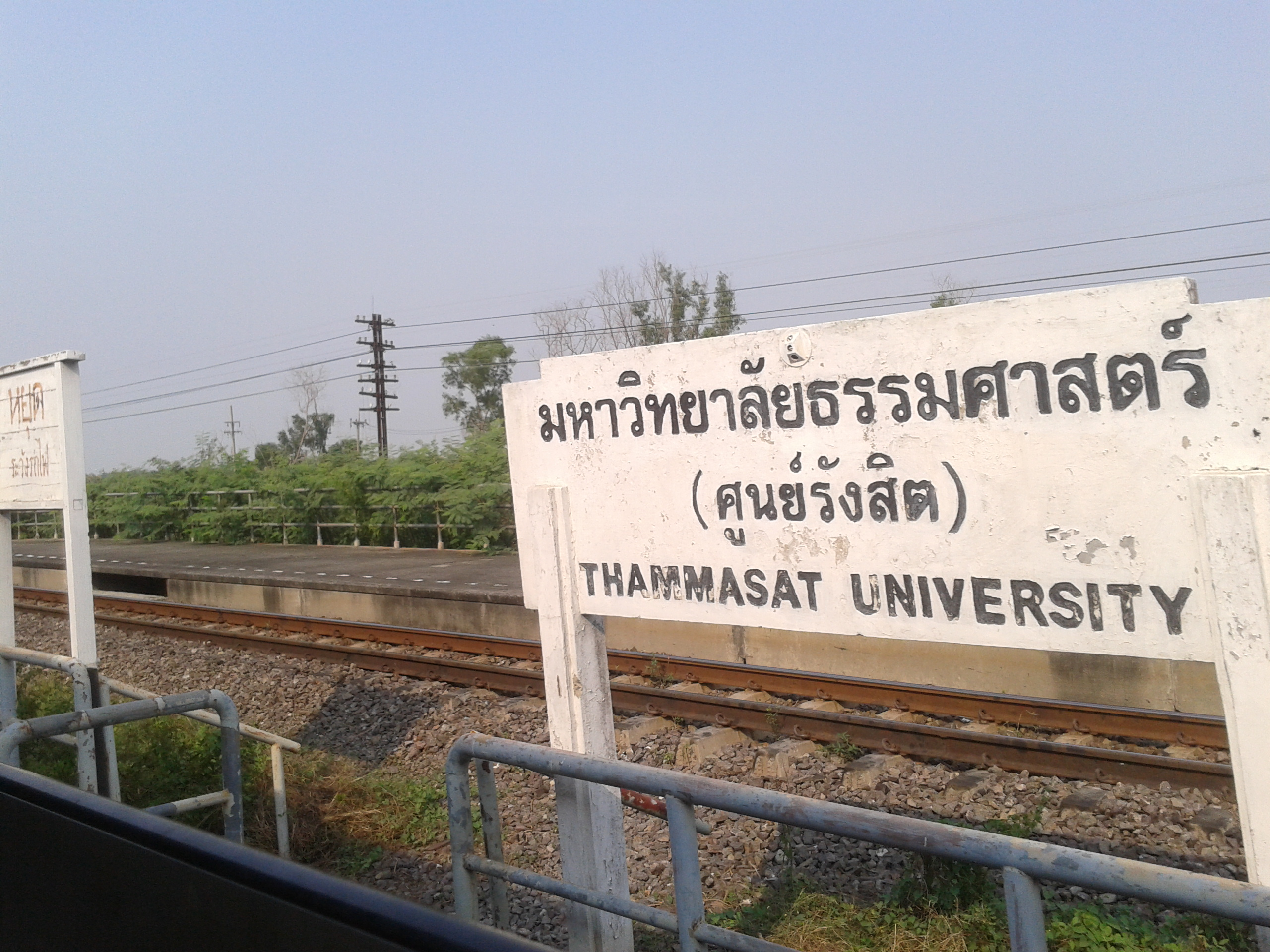
Stacja kolejowa Uniwersytet Thammasat

Budynki uniwersyteckie znajdują się w następujących kampusach:
- Tha Prachan Campus,
- Rangsit Campus,
- Pattaya Learning Resort,
- Lampang Campus[10].

## Publikacje
Oto wybrane najważniejsze czasopisma wydawane przez Uniwersytet Thammasat:
- Thammasat University annual research and publications, Thammasat University. Academic Affairs Division, OCLC 696613428. Brak numerów stron w książce
- Journal of English studies, Thammasat University. Department of English, 2003–, ISSN 1685-8646, OCLC 779889890. Brak numerów stron w książce
- Academic activities in Thammasat University, Thammasat University. Planning Division, 1984–, OCLC 773218783. Brak numerów stron w książce
- Thammasat kaleidoscope, Thammasat University. Office of Internatioal Affairs, 2008–, ISSN 1906-1986, OCLC 779905919. Brak numerów stron w książce
- Prachāchon. Wārasān Ongkān Naksu’ksā Mahawitthayālai Thammasat, Bangkok: Krung Sayām: Thammasat University. Students’ Union, OCLC 416958341. Brak numerów stron w książce
- Wārāsan Thammasat phanāek sāman, Thammasat University, OCLC 416959296. Brak numerów stron w książce
- Annual report, Pathum Thani: Sirindhorn International Institute of Technology Thammasat University, 2000–, OCLC 773249328. Brak numerów stron w książce
- 4+2 works and activities, Pathumthani: Faculty of Architecture, Thammasat University, 2002–, OCLC 779548751. Brak numerów stron w książce
- Undergradute bulletin, Thammasat University, 1991, OCLC 773248140. Brak numerów stron w książce
- Annual report academic year .., Pathum Thani: Thammasat University. Sirindhorn International Institute of Technology, OCLC 397885528. Brak numerów stron w książce
- International training program. Economic development with special reference to Thai economy, Economic Research and Training Center, Faculty of Economics, Thammasat University, 1994–1997, OCLC 773250678. Brak numerów stron w książce
- The International Journal of East Asian Studies, Pathum Thani: Institute of East Asian Studies Thammasat University, 2011–, ISSN 0857-6033, OCLC 860150771. Brak numerów stron w książce

## Rektorzy

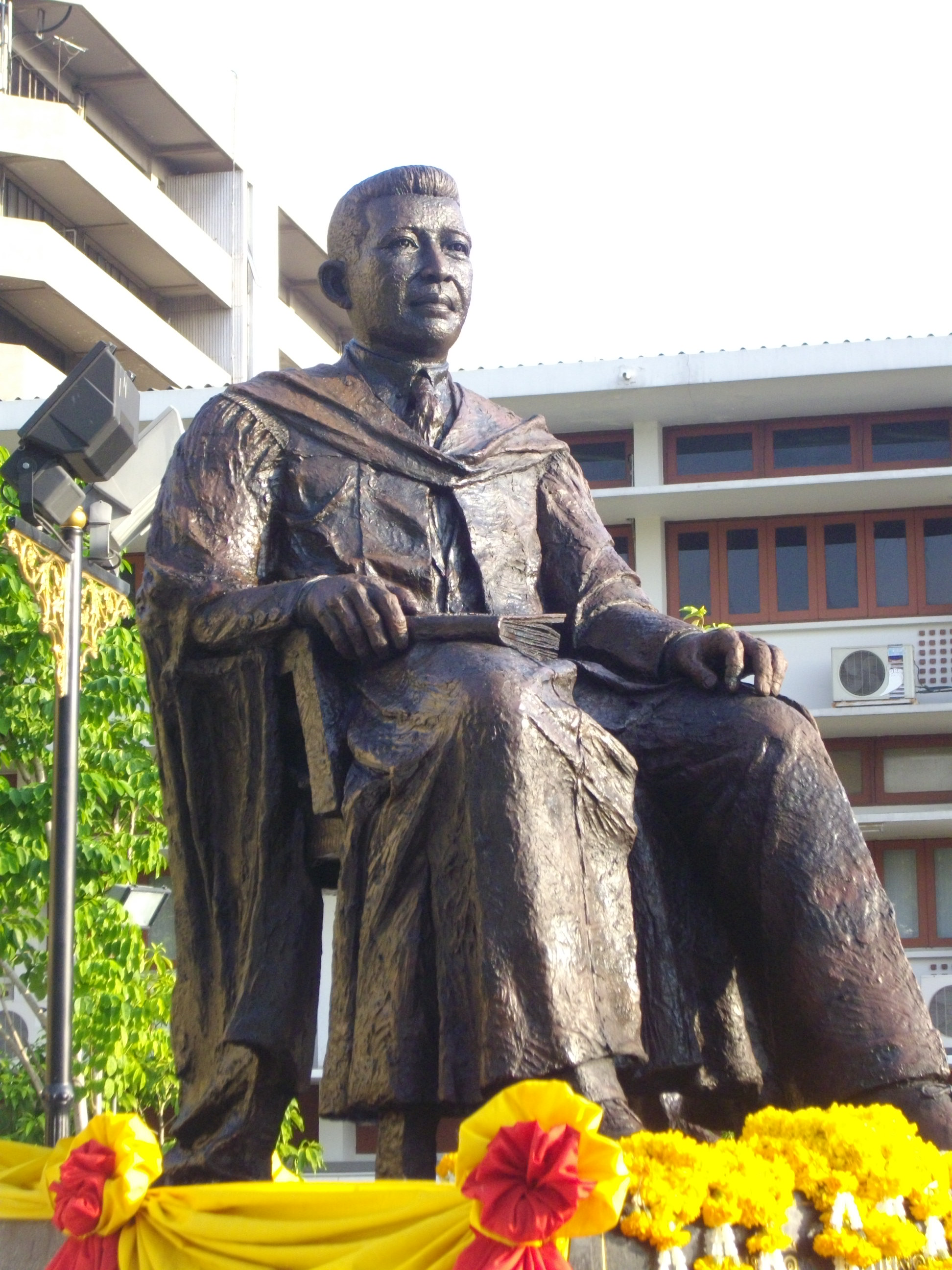
Pomnik założyciela Uniwersytetu, Pridi Banomyong

- Pridi Banomyong